# Ярижка
Яри́жка (від назви кириличної літери «ы» — «єри») — жартівливо-зневажлива назва російського дореволюційного правопису, що використовувався для написання та друку творів українською мовою в Російській імперії. Ярижка включала всі літери, що входили до російської кириличної абетки періоду російського дореволюційного правопису: ы, ъ тощо.
Як зазначає український науковець Агатангел Кримський, ще до 1876, зокрема у першій половині XIX ст. такі українські письменники, як Григір Квітка-Основ'яненко, Євген Гребінка, Тарас Шевченко тощо користувалися ярижкою. З 1798 по 1876 рік використання ярижки було необов'язковим на території Російської імперії, однак все ж доволі поширеним через відсутність окремого стандартизованого правопису для української мови (альтернативою ярижці були латинські абетки, та новостворені українські абетки-правописи — Правопис Каменецького (1798), Правопис Павловського (1818), Правопис Максимовича (1827), Правопис Шашкевича (1837), Правопис Куліша (1856) та Правопис Гатцука (1857) тощо).
Після 1876 року використання ярижки стало обов'язковим через заборону вживання української мови в Російській імперії відповідно до Емського указу 1876 року, який забороняв вживання української мови в усіх сферах, включно з використанням окремого українського правопису, й відповідно окремої української абетки, на письмі і друці. Цензура в Російській імперії допускала до друку тільки тексти написані чи надруковані російською кириличною абеткою періоду російського дореволюційного правопису.
Емський указ був чинний до 1905 року, після його скасування ярижка вийшла з ужитку, однак у 1915 році на початку I Світової війни Військова російська влада відновила Емський указ 1876 року, закривши всі українські видавництва в межах Київської військового округу, окрім журналу Рідний Край, який мусив перейти на ярижку, аби не закритися.

## Походження терміна
Назва ярижка походить від назви літери російської кириличної абетки ы — «єри». Спочатку цей термін вимовляли як єрижка, а згодом стали вимовляти як ярижка: під впливом слова «ярига» («людина низького соціального статусу, на побігеньках», «чорнороб»). Агатангел Кримський пояснює зближення цих слів тим, що слово ярижка мало б у цьому разі визначати щось чиновницьке, казенне силоміццю накинене.
Михайло Коцюбинський ярижку іронічно називав романівкою, маючи на увазі династію Романових.

## Невикористання ярижки поза територією Російської імперії
Хоча ярижку й використовували у своїх творах українські письменники, що друкувалися у Російській Імперії, однак у своєму приватному листуванні та для друку своїх творів в Австро-Угорщині вони користувалися вже не ярижкою, а кулішівкою.

## Правописні особливості ярижки
Правопис ярижки, за винятком збереження етимологічного ъ в кінці слів після приголосних, був фонетичним:
- літера е після приголосних відповідає українській е, а в інших випадках — українській йотованій є: не чуе;
- після приголосних іноді вживалася літера ё, але частіше іо: сліозы (після шиплячих о: чорный); на початку слів і після голосних — як правило, сполучення іо;
- букви і та и розрізняються лише формально, як і в тодішній російській орфографії (і пишеться перед голосними і перед й), а за звуком відповідають як простій українській і, так і йотованій ї (після голосних);
- літера ы відповідає українській и, але після шиплячих може замінятися на и (чи і);
- ъ і ь пишуться в цілому за російською системою, хоча ъ наприкінці слів у деяких виданнях міг бути відсутнім;
- ѣ вживався в ролі є після приголосних, іноді — на місці йотованої ї;
- у випадках протиріччя російського етимологічного написання українській вимові (випадні чи вставні звуки, сильна зміна вимови тощо) при написанні використовувалась фонетика: серце, сонце, винъ, пизнае, срибло, выйшла, вже, хто, довго, щобъ, билый, витеръ, сміютця, гуляють, здалась, було та ін.

## Приклади
Катерыно, серце мое!

Лышенько зъ тобою!

Де ты въ свити подинесся

Зъ малымъ сиротою?

Хто спытае, прывитае,

Безъ милого, въ свити?

Батько, маты — чужи люды,

Тяжко зъ нымы жыты!..